# Авдаленд
Авдаленд (сомал. Awdalland, англ. Awdalland или Awdal State of Somalia, араб. أرض  أودال‎) — регион на северо-западе Сомали. В центре провинции Аудаль в городе Бораме его лидеры провозгласили территорию автономным государством в составе Сомали в 2010 году. Отделилось от Сомалиленда в 2010 году.

## История
Авдаленд (другие встречающиеся названия: Аудалленд, Аудальленд, Авдал, Авдел, Аудаль, Адал, Адаль) берёт своё название от древней империи, Султаната Адал, расцвет которого пришёлся на XVI век. Территория вдоль эфиопской границы изобилует разрушенными городами, которые были описаны британским исследователем Ричардом Бёртоном.
Современное сепаратистское движение, известное как Республика Авдаленд, стремилось к независимости с 1995 года.
В 2009 году было объявлено о планах провозглашения, а в августе 2010 года официально объявлено о формировании новой автономной области в составе федерального Сомали. Именуемая как Авдаленд или Государство Адал (Штат Адал), местная администрация не признает претензии сепаратистского сомалилендского правительства на суверенитет или на свою территорию. Само провозглашение является декларативным, т.к. в данный момент вся территория находится под контролем Сомалиленда.

## Демография
Регион Авдал Авдаленда в основном заселён сомалийцами из клана Гадабуурси.